# أودا نيلسن
أودا نيلسن (بالدنماركية: Oda Nielsen)‏ هي ممثلة دانمركية، ولدت في 7 أغسطس 1851، وتوفيت في 11 سبتمبر 1936.

## وصلات خارجية
- أودا نيلسن على موقع IMDb (الإنجليزية)
- أودا نيلسن على موقع ميوزك برينز (الإنجليزية)
- أودا نيلسن على موقع قاعدة بيانات الأفلام السويدية (السويدية)
- أودا نيلسن على موقع كينوبويسك (الروسية)